# Фервурд, Хендрик
Хе́ндрик Френс Фе́рвурд (африк. Hendrik Frensch Verwoerd; 8 сентября 1901, Амстердам — 6 сентября 1966, Кейптаун) — южноафриканский политик и государственный деятель, 7-й премьер-министр ЮАР с 1958 по 1966 год. Был известен как правоавторитарный лидер, африканерский националист и активный антикоммунист. Жёстко отстаивал принцип правления белой общины, известен как «архитектор апартеида». Возглавлял южноафриканское правительство в 1961 году, при реализации «африканерской мечты» — провозглашении независимой ЮАР. Убит на заседании парламента ЮАР.

## Ранние годы жизни
Хендрик Фервурд родился в 1901 году в Амстердаме, в семье Виллема Йоханнеса Фервурда и его супруги Анье Стирк. Отец будущего премьера был глубоко верующим протестантом, прихожанином Нидерландской реформатской церкви. Кроме Хендрика, в семье было ещё двое детей — старший сын Лендерт и младшая дочь Хендрика Йоханна Лукреция (в семье её называли Люси).
В 1903 году Фервурды, из солидарности с бурами, переехали в Южную Африку. Начальное образование Хендрик получил в лютеранской школе Винберга, пригорода Кейптауна. В конце 1912 года семья перебралась в Булавайо, Южная Родезия, где Виллем Фервурд служил младшим проповедником в реформатской церкви, а Хендрик поступил в Среднюю школу Милтона. В школе будущий премьер показал себя способным учеником, особенно проявив себя в изучении английской литературы: по этому предмету он получил наивысший балл среди всех школьников Родезии. Кроме того, ему удалось получить престижную стипендию имени Альфреда Бейта.
В 1917 году отец Хендрика был назначен священником в Брэндфорде, Оранжевое Свободное Государство, после чего семья Фервурдов вернулась в Южную Африку. В феврале 1919 года Хендрик Фервурд сдал экзамены на аттестат зрелости, получив наивысший балл среди школьников Оранжевого Свободного Государства и заняв пятое место среди школьников всего ЮАС.
Получив аттестат, Фервурд поступил в Стелленбосский университет, где изучал богословие. Считался блестящим студентом, отличался незаурядной памятью. Активно участвовал в студенческой жизни — был членом клуба дебатов, занимался пешим туризмом, играл в любительских театральных постановках. В 1921 году окончил университет с отличием, после чего попытался поступить в теологическую школу, однако отозвал своё заявление и поступил в магистратуру того же университета. В магистратуре изучал философию и психологию, состоял в студенческом совете (с 1923 года был его председателем). В студсовете познакомился с Бетси Схумби, которая вскоре стала его невестой. В 1924 году получил докторскую степень, защитив диссертацию на тему «Процессы мышления и проблема ценностей».
В 1925 году Хендрик Фервурд выехал в Европу для продолжения научной деятельности. После краткого пребывания в Оксфордском университете будущий премьер, отказавшийся от стипендии фонда имени Эйба Бейли для дальнейшего обучения в Оксфорде, переехал в Германию, где изучал психологию в Гамбургском, Берлинском и Лейпцигском университетах. Его научными руководителями были Уильям Штерн (Гамбург), Вольфганг Кёлер и Отто Липман (Берлин), а также Феликс Крюгер (Лейпциг). По результатам своих германских исследований Фервурд опубликовал ряд социально-психологических работ, в которых подчёркивал, что расовые различия порождаются не биологическими факторами, а социальными условиями. Ряд учёных писали о том, что Фервурд изучал в Германии не только психологию, но и евгенику, а также о том, что идеология нацизма оказала большое влияние на проводимую им впоследствии политику апартеида. Эти утверждения, в особенности последнее, спорны. Немецкий историк, автор ряда работ об апартеиде Кристоф Маркс пишет, что Фервурд был знаком с евгеникой, однако держался в стороне от евгенических и расистских теорий.
В 1927 году Бетси Схумби переехала к Фервурду в Гамбург, вскоре они поженились. В том же году новоиспечённая семья Фервурдов переехала сначала в Великобританию, а затем в США, где Хендрик продолжил научные изыскания. В одном из трудов Фервурда, написанном в этот период, делается вывод о том, что между расовыми группами нет биологических различий: «это (расовые различия) не было причиной того, что белые построили более развитую цивилизацию» (англ. this was not really a factor in the development of a higher social civilisation by the Caucasians).

## Активист африканерского национализма
Вернувшись в 1928 году в ЮАС, Фервурд был назначен на кафедру прикладной психологии Стелленбосского университета. В 1934 году получил звание профессора социологии и социальной работы. В этот период стал известен как убеждённый сторонник идеи расовой сегрегации и социального доминирования белых южноафриканцев. Выступал против британского колониального правления, за создание независимой африканерской республики. Не будучи этническим буром, проникся бурскими традициями, культурой и идеологией африканерского национализма. Был активным членом Национальной партии (НП), после её раскола в 1934 году вошёл в Очищенную Национальную партию (ОНП) Даниеля Франсуа Малана, а в 1939 году — в Восстановленную Национальную партию (ВНП), созданную объединением ОНП и части членов Объединённой партии. Также входил в тайное общество Брудербонд.
В период Великой депрессии и первые послекризисные годы Хендрик Фервурд вёл активную организационно-пропагандистскую работу в среде белого рабочего класса. Организовывал конференции по проблемам белого пролетариата в Южной Африке, создавал благотворительные структуры. В 1937 году стал первым главным редактором близкой к Национальной партии газеты Die Transvaler. Это издание стало рупором африканерского национализма. В нём публиковались программные материалы, выдержанные в духе бурского национал-республиканизма и антибританского популизма..
В 1936 году Фервурд, наряду с другими профессорами Стелленбосского университета, выступил против иммиграции в ЮАС евреев, бежавших от нацистского режима . Во время Второй мировой войны проявлял симпатии к Третьему рейху как антибританской силе. Это ужесточило давний конфликт между африканерскими политическими активистами и англоязычным населением Южной Африки. Англоязычная пресса обвиняла Фервурда в пронацистской пропаганде, суд признал обвинения обоснованными.

## «Архитектор апартеида»
Парламентские выборах 1948 года с небольшим перевесом выиграли африканерские националисты — Восстановленная Национальная партия Д. Ф. Малана и вошедшая в коалицию в ВНП Африканерская партия (АП) Николаса Хавенги. Премьер-министром коалиционного (а с 1951 года, когда АП и ВНП объединились — однопартийного) правительства стал Малан. После этих выборов началось формирование системы апартеида, основанной на доктринальных установках Брудербонда.
В том же 1948 году Хендрик Фервурд был избран в Сенат ЮАС. В 1950 году он вошёл в кабинет доктора Малана в качестве министра по делам коренных народов. Уже тогда Фервурда начали называть «архитектором апартеида», так как по его инициативе был принят целый ряд законов, ограничивавших права небелого населения. Именно по инициативе Фервурда в 1950 году был принят фундаментальный акт апартеида — Закон о регистрации населения, в соответствии с которым каждый житель Южной Африки регистрировался в специальном Бюро расовой классификации как представитель одной из трёх (впоследствии четырёх) расовых групп — белые, чёрные, цветные (впоследствии также индийцы). Политические права, социальные статусы, экономические возможности напрямую зависели от положения в расовой иерархии, вершину которой занимали белые, промежуточное положение — цветные и индийцы, низы — чёрное большинство. В 1952 году министр Фервурд провёл Закон о пропусках, жёстко ограничивавший чернокожих в свободе передвижения, а в 1953 году — Закон о раздельных услугах, который конституировал расовую сегрегацию общественных помещений, служб и транспорта. Наконец, Фервурд стал автором ещё одного ключевого акта апартеида — Закона об образовании банту, жёстко ограничившего право чернокожих жителей ЮАС на образование. По признанию самого Фервурда, чернокожие не нуждались в образовании большем, чем необходимо для работы неквалифицированным рабочим, для чего и был принят этот закон..
В то же время Фервурд обосновывал политику апартеида уважением к традициям всех расово-этнических групп, предоставлением возможностей автономного развития. Характеризовал апартеид как «политику добрососедства». Будучи министром по делам коренных народов, укреплял власть чернокожих племенных вождей, оказывая им государственное покровительство.
После отставки Малана в 1954 году Фервурд сохранил свой пост в новом кабинете Йоханнеса Стрейдома.

## Глава южноафриканского правительства

### Премьер-министр ЮАС
24 августа 1958 года скончался премьер-министр Йоханнес Стрейдом. Спустя неделю с небольшим парламент утвердил во главе правительства Хендрика Фервурда, который стал первым и единственным южноафриканским премьером, родившимся вне Южной Африки. Незадолго до того Фервурд был избран лидером Национальной партии, победив Теофилуса Дёнгеса и Чарльза Роббертса Сварта. Его приход к власти был воспринят как ужесточение апартеидных порядков.

Современникам Герцога и Смэтса казалось, что расистский террор превосходит всё представимое. Но на их место пришёл Малан со своей политикой апартеида, затем Стрейдом, который считал Малана чуть ли не либералом, а после него Фервурд, даже в кабинете Стрейдома прослывший экстремистом.

Ко времени прихода к власти Фервурда в Национальной партии существовало два основных течения: сторонники «Baasskap» (экономического превосходства белых) и так называемые «пуристы». Первая фракция выступала за расовую сегрегацию в экономике, при которой африканеры составляли бы правящий класс, а чернокожие — дешёвую рабочую силу. Они были против предоставления любой автономии чернокожим, опасаясь, что это лишит ЮАС рабочих рук и плохо скажется на экономике. В отличие от «баскаповцев», «пуристы» выступали за территориальное разделение белой и чёрной общин — создание резерваций для чернокожих с предоставлением им самоуправления, а в перспективе — и независимости. Новый премьер занимал промежуточную позицию: по большинству вопросов он симпатизировал «пуристам», однако допускал использование труда чернокожих.
Во время премьерства Фервурда были приняты следующие основные законодательные акты, создавшие в ЮАС систему резерваций для чернокожих — бантустанов, а также укрепившие расовую сегрегацию в учебных заведениях:
- Акт о содействии самоуправлению бантустанов (1959). Этот закон заложил фундамент для классификации чёрных южноафриканцев по восьми этническим группам и их распределение по «гомлендам»[22].
- Закон об инвестиционной корпорации бантустанов (1959). Закладывал финансовые стимулы для развития промышленных корпораций и передачу капиталов из «белой» Южной Африки в «чёрные» бантустаны.
- Закон о расширении университетского образования (1959). Положил конец пребыванию чёрных студентов в вузах и инициировал создание отдельных высших учебных заведений для разных рас[22].
- Закон о резервации для «цветных» № 3 (1961)
- Закон о районах для «цветных» № 31 (1961)

Принцип расовой сегрегации последовательно реализовывался на практике. Так, в 1959 году началось принудительное расселение йоханнесбургского района Софиятаун, отличавшегося многорасовым составом населения. (Гангстерские группировки чернокожей молодёжи Софиятауна, прежде всего Vultures Дона Маттеры активно сопротивлялись апартеидным порядкам, вплоть до вооружённых нападений на полицию.)
Важной вехой истории Южной Африки стал расстрел в Шарпевиле 21 марта 1960 года — подавление протеста негритянского населения против пропускной системы. Премьер Фервурд проводил жёсткий репрессивный курс в отношении радикальных африканских движений — АНК, ПАК, а также Южноафриканской компартии. Лидеры и активисты этих организаций арестовывались или вынуждались к эмиграции. В 1962 году был арестован Нельсон Мандела и в 1964 году приговорён к пожизненному заключению. Карательная политика Фервурда дала эффект — с середины 1960-х по середину 1970-х крупных волнений в ЮАР не отмечалось.

### Основатель ЮАР
5 октября 1960 года среди белого населения ЮАС был проведён референдум с вопросом о переходе от Союза (британского доминиона) к независимой Республике. 52 % участников высказались за Республику. 31 мая 1961 года была провозглашена независимость ЮАР. Хендрик Фервурд воспринимался как основатель африканерского государства, возродивший бурские республики.
Период премьерства Фервурда был отмечен экономическим подъёмом Южной Африки. Ежегодный прирост ВВП достигал 7,5 %. ЮАР единственная на Африканском континенте относилась экспертами ООН к категории развитых стран. Повышение уровня жизни коснулась и чернокожего населения, но в меньшей степени, чем белой общины.
Международное положение ЮАР было сложным. Законы апартеида спровоцировали международный бойкот и санкции ООН. Южная Африка была исключена из Британского Содружества, не допускалась в международные организации, находилась вне Олимпийского движения. Экономическое сотрудничество с ЮАР подвергалось резкой критике. Однако Фервурд неуклонно проводил свой курс. Требования отмены апартеида он считал либо происками коммунистов, либо эгоистическими расчётами Запада укрепить своё влияние в Третьем мире. В речи 31 мая 1966 года, посвящённой пятилетию ЮАР, Фервурд обращался к образам «осаждённой крепости», говорил о подвиге бурских мужчин и женщин, политой кровью земле, борьбе во имя южноафриканских идеалов.
Хендрик Фервурд пользовался большой популярностью среди бурских фермеров и рабочих. Зато крайнюю неприязнь, вплоть до ненависти, испытывала к Фервурду англоязычная либеральная интеллигенция. «Дьявольской личностью» считала Фервурда белая правозащитница Хелен Сазман, на которую Питер Бота возлагал моральную ответственность за убийство премьера.

## Покушение и убийство
9 апреля 1960 года премьер Фервурд открывал экспозицию в Витватерсранде в ознаменование юбилейной даты Южно-Африканского Союза. Преуспевающий белый фермер из провинции Наталь Дэвид Пратт дважды выстрелил в него. Одна пуля пробила его щёку, вторая — правое ухо. Президент Витватерсрандского сельскохозяйственного общества полковник Харрисон выбил пистолет из рук стрелявшего, после чего Пратта арестовали. Дэвид Пратт заявил, что «стрелял в воплощение апартеида». Он был признан невменяемым (его психологическое состояние и биография давали на то основания) и помещён в Блумфонтейнскую психиатрическую больницу, где повесился 1 октября 1961.
Второе покушение было успешным. 6 сентября 1966 года в 14:15 в кейптаунское здание парламента ЮАР вошёл курьер Димитрис Цафендас, южноафриканец греко-португальско-мозамбикского происхождения. Подойдя к Фервурду, он нанёс премьеру четыре профессионально поставленных ножевых удара в шею и грудь. Хендрик Фервурд скончался на месте.
Димитрис Цафендас, подобно Дэвиду Пратту, был психически неуравновешенной личностью. В молодости член компартии, он состоял в протестантской секте и мотивировал убийство «недостаточной заботой Фервурда о белых» и тем, что зарезать главу правительства приказал ему большой червь, поселившийся в его желудке. Цафендас был помещён в тюрьму Претории, через 28 лет переведён в психиатрическую больницу близ Крюгерсдорпа, где и скончался 7 октября 1999 года.

## Память
На похороны Фервурда 10 сентября 1966 года пришло около четверти миллиона человек. Похоронен на Аллее героев у Юнион билдинг в Претории. В его честь были названы многочисленные населённые пункты, автомагистрали, аэропорт в Порт-Элизабет (переименован в аэропорт Порт-Элизабет), плотина во Фри-Стейт (переименована в Gariep Dam), город Фервурдбург (переименован в Центурион). После демонтажа апартеида в 1990-х большинство этих объектов переименовано.
Правительства АНК попытались стереть память об «архитекторе апартеида». Чёрное большинство населения ЮАР относится к Фервурду негативно. Однако многие белые южноафриканцы почитают его и считают времена правления Фервурда «золотым веком ЮАР». В городе Орания (Северо-Капская провинция) — бурском поселении, созданном по целенаправленному проекту африканерских националистов — есть музей Фервурда. Музей находится в доме, где последние годы своей жизни жила его вдова Бетси. В самой Орании Фервурду установлен памятник, его имя носит школа.
При опросе 2004 года Хендрик Фервурд занял 19-е место в перечне «100 великих южноафриканцев», что было расценено как «шокирующий результат».

## Личность
Среди личностных качеств Хендрика Фервурда важнейшее место занимала неизбывная самоуверенность, неколебимая убеждённость в своей правоте, жёсткое упорство в реализации своих взглядов и достижении целей.

Я никогда не испытывал докучливых сомнений по поводу того, прав я или нет.

Хендрик Фервурд

## Семья
27 января 1927 года в Гамбурге Хендрик Фервурд женился на Бетси Схумби. В браке имел семерых детей. Дочь Анна стала женой профессора-теолога Карла Бошоффа — председателя Брудербонда в начале 1980-х, основателя бурской Орании в 1990 году.